# Julius Focke

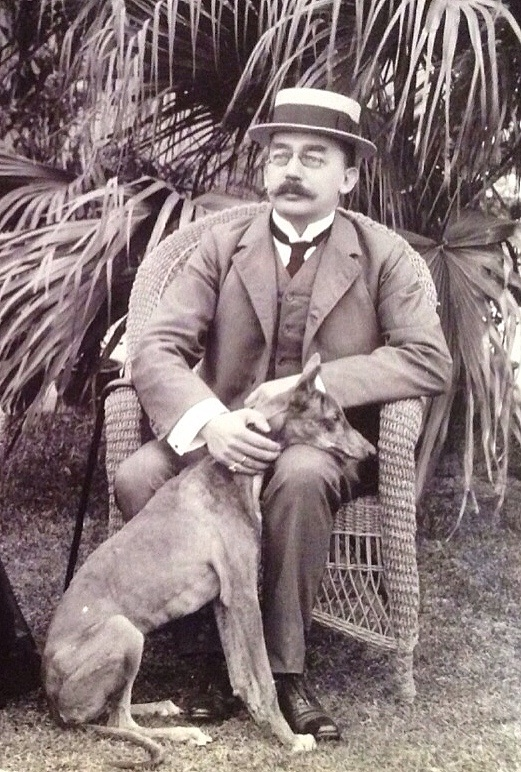
Julius Focke, ca. 1905 in Shantou (Swatow), China

Julius Focke (* 29. Juni 1872 in Bremen; † 17. August 1937 in Bremen) war ein deutscher Kaufmann und Kunstfreund.

## Biografie
Focke war der Sohn des Medizinalrates Wilhelm Olbers Focke und Neffe von Museumsgründer Johann Focke. Er erlernte in Bremen den Beruf des Kaufmanns bei der Firma Arens, Hellmers & Co. und war als solcher zwei Jahrzehnte in China für die Firma Lauts & Haesloop tätig. Noch vor dem Beginn des Ersten Weltkriegs kehrte er nach Bremen zurück. Er war dann Rechnungsführer des Zentralhilfeausschusses des Roten Kreuzes 1). Zudem wirkte er für das Reichsmarineministerium. Nach 1919 war er bei der Kolonial- und Handels-AG Mercator Oloff tätig und er übernahm dann die Firma Kohlenimporte S. de Jonge. Er war Kunst- und Kulturfreund sowie Mäzen Bremer Museen. In Bremen wohnte er Mathildenstr. Nr. 28 und ab ca. 1921 Osterdeich Nr. 41. 2)